# ニッキ水

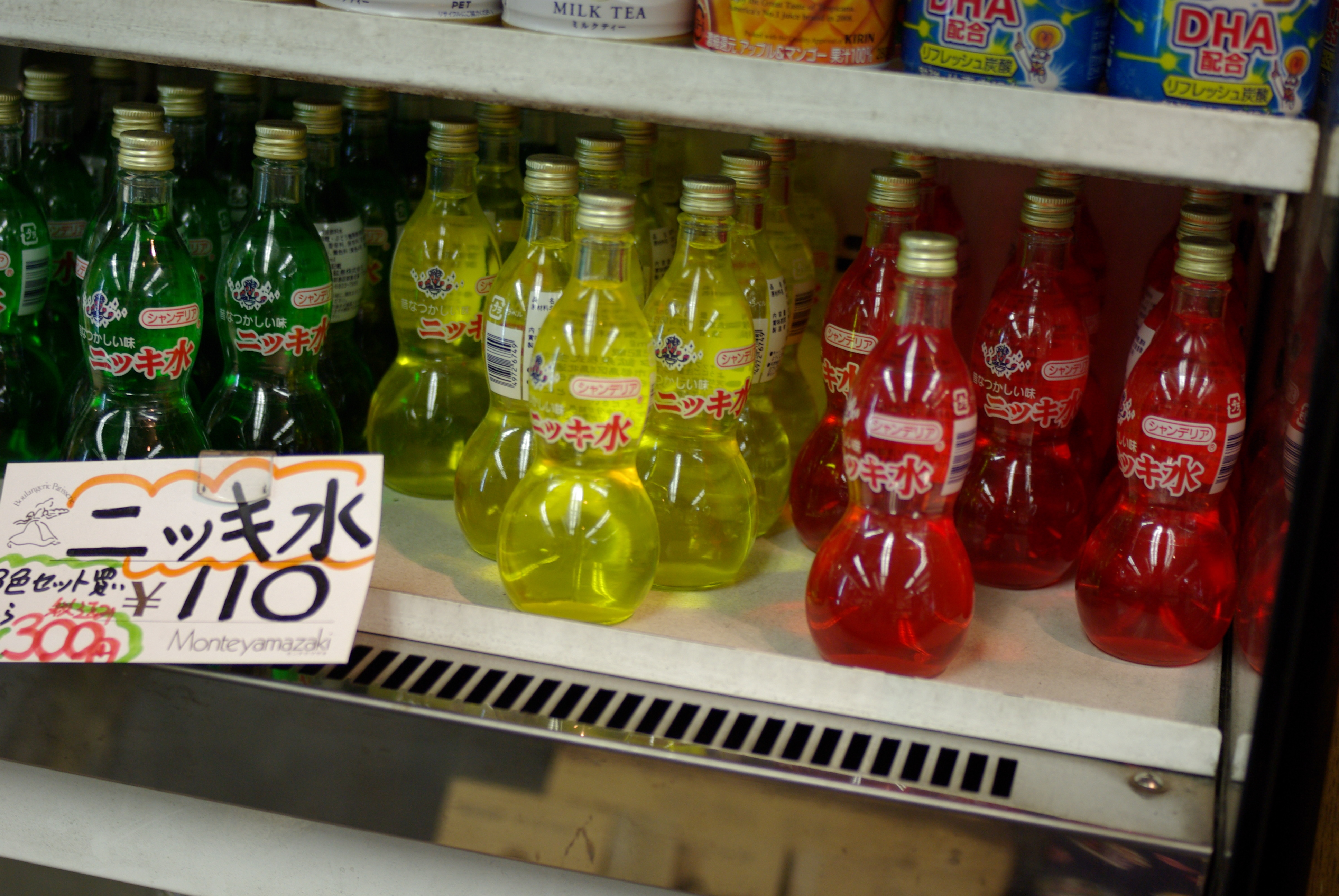
ニッキ水

ニッキ水（ニッキすい）は日本の清涼飲料水の一つ。シナモン（ニッキ）の香料を用いた飲料水であり、昭和時代の駄菓子屋全盛期に、当時の子供たちに人気を博した。製造元は大阪府大阪市都島区の清涼飲料水メーカー・ハタ鉱泉などがあった。2023年を最後に「ニッキ水」を製造しているメーカーは無く、以降、ほとんど入手困難である。

## 概要
純水にシナモン香料、甘味料、酸味料、着色料を加えて作られる。当初はシナモンの皮を炊いて汁を絞っていたが、後には香料での製法が主流となっている。また色を赤、緑、黄色に染めるために合成着色料を用いており、ハタ鉱泉では一時はクチナシなどの天然着色料を用いたこともあったが、色が薄いとの不評から、合成着色料に戻したという。
合成着色による鮮烈な色、鼻をつくシナモンの香り、舌や喉の奥がヒリヒリとし、飲み終えた後もしばらく麻痺に似た痺れが残るほどの刺激が特徴。子供が飲み干すには刺激が強すぎるため、少しずつ舐めながら楽しみ、飲み終わった後は着色料で赤や緑に染まった舌を見せ、子供同士で笑う場面が定番であったという。ヒョウタンの実に似た独特の形のガラス瓶も特徴であり、昭和20年代から30年代の縁日の屋台には鮮やかな色のこの瓶が並べられていた。
駄菓子屋全盛期には、子供たちの夏の飲み物としてラムネ、蜜柑水と並ぶ定番商品であった。シナモンは生薬として健胃、発汗、解熱作用もあることから、夏向きの飲み物だったとの解釈もある。
平成期でも製造を行なっていたのはハタ鉱泉を含めて3、4軒であり、21世紀以降でもハタ鉱泉では年間に40万から50万本の製造が行なわれていた。特に四国、九州で人気があり、中でも赤が断然トップの売れ行きだった。なお、2018年にハタ鉱泉はニッキ水の生産を終了した。
令和期の、2023年春、日本で唯一「ニッキ水専用ひょうたん型瓶」を作っていた瓶製造会社が製造を中止。機械の故障によるもので、古い機械で修理するのが困難なため製造中止となった。これにより、最後までニッキ水を販売していた大川食品工業のニッキ水が生産終了となった。現在、ニッキ水を販売しているメーカーは無い。ただ、町田のシナモン専門店である「しなもんや」がペットボトル入りの「町田シナモン」を販売しており、これが現在でもかつての「ニッキ水」に似た風味を味わえる唯一の製品である。
なお、シナモンスティックやシナモンパウダーを用いれば家庭で作ることも可能であり、書籍でも製法が紹介されている。